# Linhares (Celorico da Beira)
Linhares is een plaats (freguesia) in de Portugese gemeente Celorico da Beira en telt 328 inwoners (2001).